# Ellen Ståhlbrand
Ellen Augusta Ragnhild Ståhlbrand, född 17 augusti 1877 i Stockholm, död 4 juli 1958 i Stockholm, var en svensk textilkonstnär.
Hon var dotter till fanjunkaren Nils Ståhlbrand och Augusta Karolina Schagerström. Ståhlbrand utbildade sig till mönstertecknare och var en av de skickligaste medarbetarna i Thyra Grafströms textilateljé i Stockholm innan hon 1922 knöts till Nordiska kompaniet. Efter att Grafström avled 1925 återvände hon till den Grafströmska ateljén som hon ledde under flera år och under hennes tid fick ateljén anseende som den främsta textilskaparen i Sverige. Hon medverkade i Stockholmsutställningen 1909, Baltiska utställningen, Göteborgsutställningen 1923 och den svenska konstindustriutställningen i New York, Chicago och Minneapolis 1927. Hennes konst består av mönster för damast, möbeltyg och mattor.  